# Anna Komołowa
Anna Michajłowna Komołowa (ros. Анна Михайловна Комолова; ur. 18 stycznia?/31 stycznia 1911, zm. 13 maja 2001) – radziecka aktorka teatralna i głosowa. Zasłużony Artysta RFSRR (1948). W latach 1932–1933 występowała na scenie Teatru Dziecięcego. W latach 1933–1979 aktorka MChAT. Laureatka Nagrody Stalinowskiej (1951). Pochowana razem z mężem Władimirem Jerszowem na Cmentarzu Nowodziewiczym w Moskwie.

## Wybrana filmografia

### Role głosowe
- 1957: Królowa Śniegu jako Kaj
- 1961: Klucz jako chłopiec

## Nagrody i odznaczenia
- Nagroda Stalinowska (1951)
- Order „Znak Honoru”
- Zasłużony Artysta RFSRR (1948)

Źródło: